# Дігор

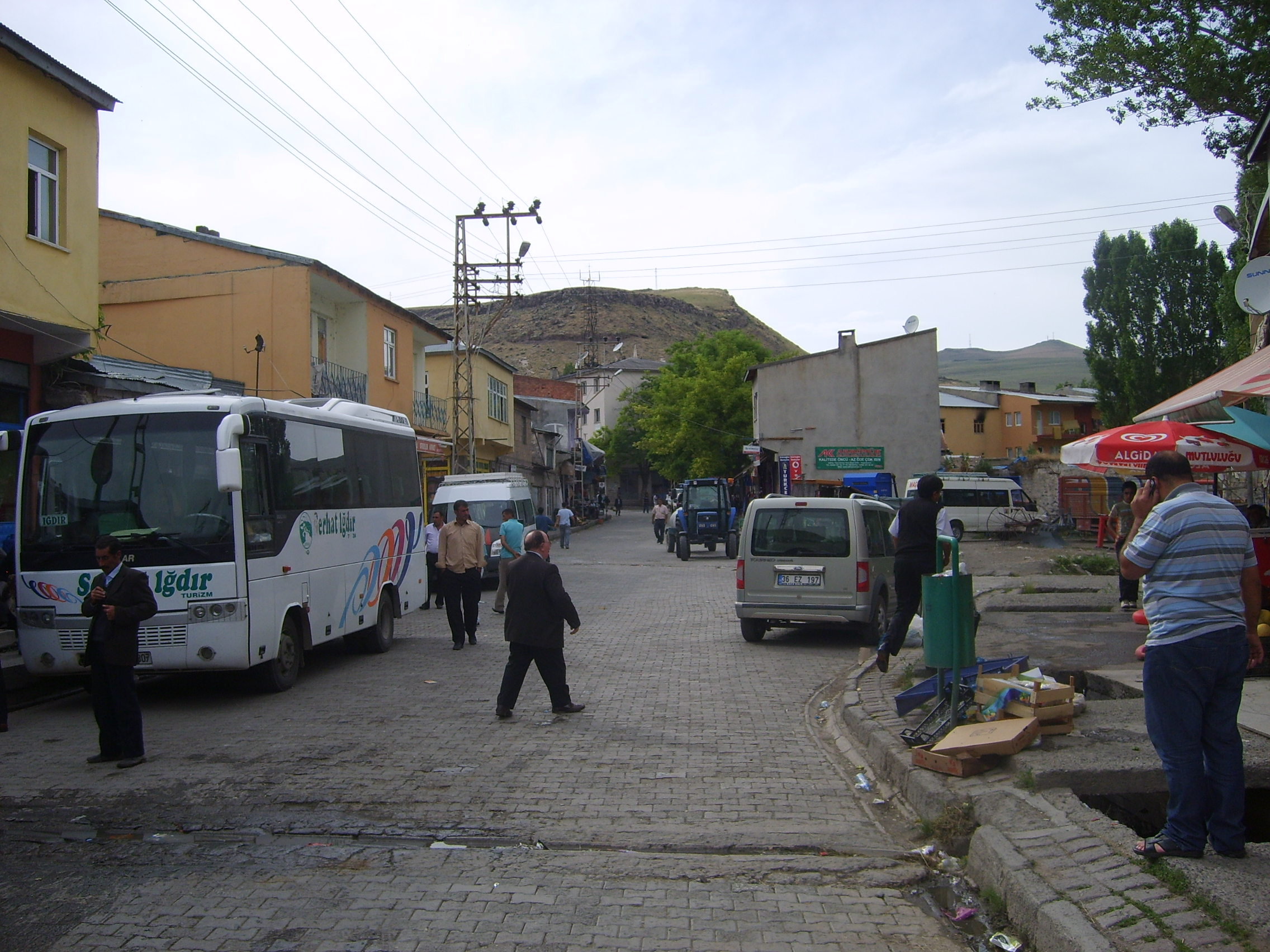
Digor

Це стаття про місто в Туреччині, про історичну область Осетії див. Дігорія

Дігор (тур. Digor) — місто та район в провінції Карс (Туреччина). Центр міста розташований за 41 км від Карсу.
У місті в напівзруйнованому стані збереглися 5 вірменських церков.

## Історія
У вірменській традиції місто називалося Текор (вірм. Տեկոր), яке входило до повіту Вананд провінції Айрарат. Корінне населення міста — вірмени, що становили більшу частину населення району до 1915 — були або вбиті, або вигнані під час Геноциду вірмен у Туреччині.